# STS-41-C

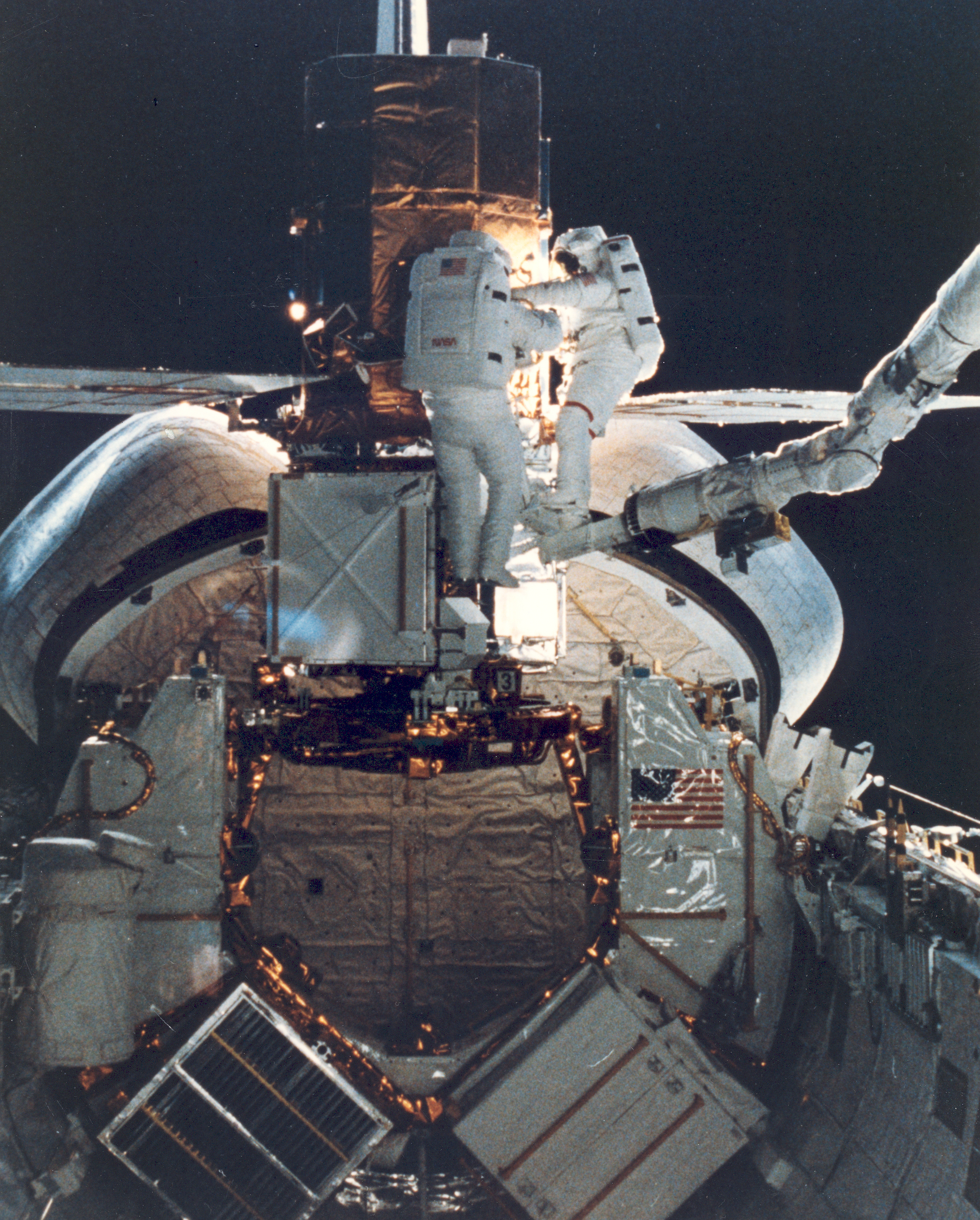

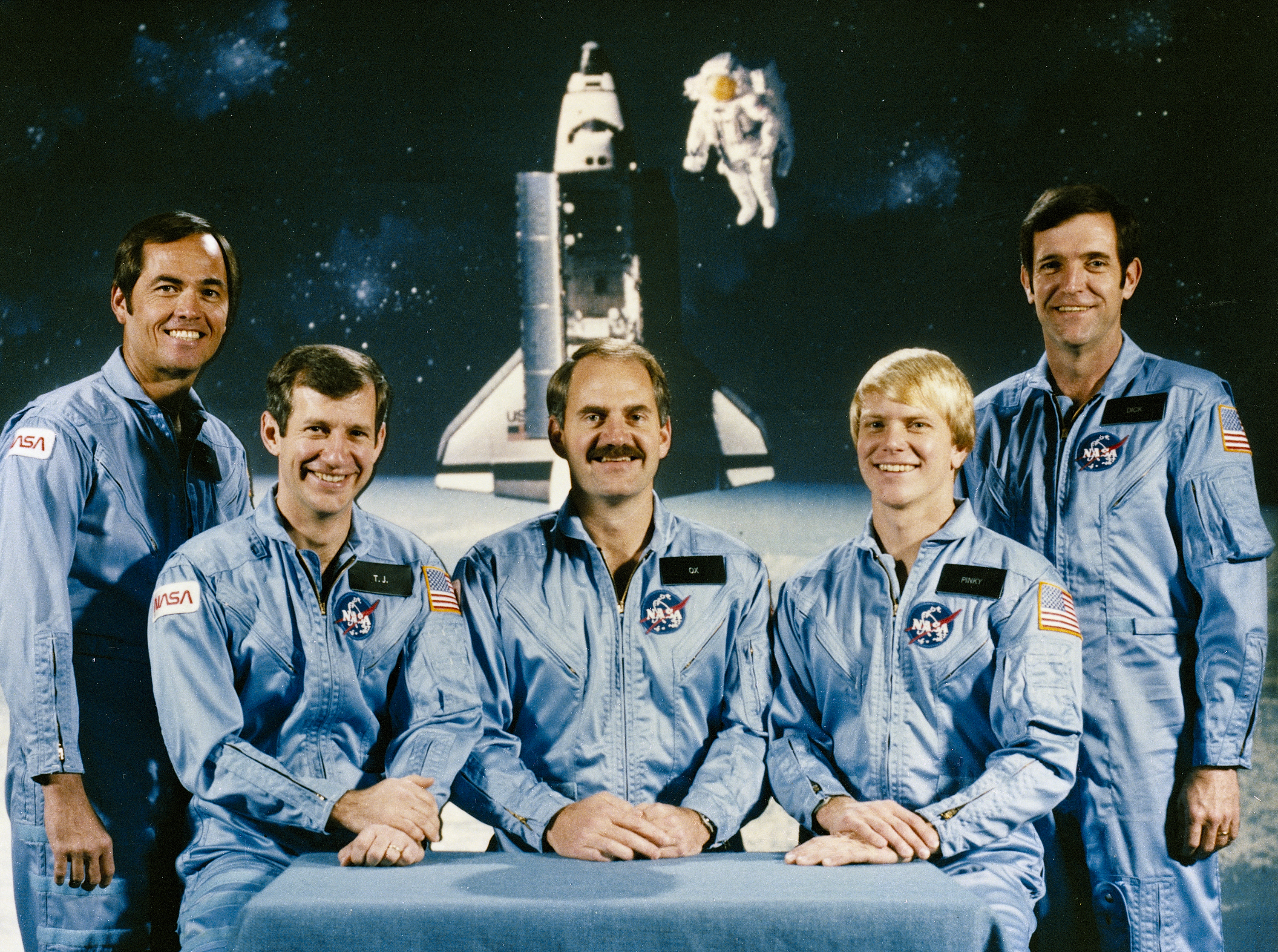
로버트 크리펜, 테리 하트, 제임스 반 호프튼, 조지 넬슨, 딕 스코비

STS-41-C(구 명칭: STS-13)는 NASA의 11번째 우주왕복선 임무이자 챌린저 우주왕복선의 5번째 임무였다. 1984년 4월 6일에 이루어진 발사는 우주 왕복선 임무를 위한 최초의 직접 상승 궤적을 기록했다. 임무 동안 챌린저의 승무원은 오작동하는 솔라 맥시멈 미션("솔라 맥스") 위성을 포착하여 수리하고 LDEF(장기간 노출 시설) 실험 장치를 배치했다. STS-41-C는 솔라맥스 위성 포착 문제로 인해 하루 연장되었고, 1984년 4월 13일 착륙은 계획대로 케네디 우주 센터가 아닌 에드워드 공군기지에서 이루어졌다. 비행 번호는 원래 STS-13이었다.